# Konkordat między Stolicą Apostolską i Rzecząpospolitą Polską (1993)
Konkordat między Stolicą Apostolską i Rzecząpospolitą Polską – umowa międzynarodowa zawarta 28 lipca 1993 w siedzibie Rady Ministrów przez arcybiskupa Józefa Kowalczyka, ówczesnego nuncjusza apostolskiego w Polsce, i Krzysztofa Skubiszewskiego, ówczesnego ministra spraw zagranicznych Rzeczypospolitej Polskiej w rządzie Hanny Suchockiej.
Ustawa o wyrażeniu zgody na ratyfikację konkordatu została zgłoszona do Sejmu III kadencji w dniu 8 stycznia 1998 r. i poddana pod głosowanie w trybie art. 89 ust. 1 Konstytucji RP, co oznaczało, że przyjęcie ustawy wymagało zwykłej większości głosów. Za przyjęciem ustawy głosowali głównie posłowie koalicji rządowej AWS-UW oraz PSL, ROP i posłów niezrzeszonych. Przeciw zagłosowali posłowie SLD (273 za, 161 przeciw, 2 głosy wstrzymujące się). Ustawa została następnie przyjęta przez Senat (bez poprawek, 67 głosów za, 24 przeciw, 2 głosy wstrzymujące się). Dokument ratyfikacyjny został podpisany przez prezydenta Aleksandra Kwaśniewskiego 23 lutego 1998. Tego samego dnia konkordat ratyfikował również papież Jan Paweł II. Wymiana dokumentów ratyfikacyjnych nastąpiła 25 marca. Konkordat wszedł w życie miesiąc później, 25 kwietnia 1998 r.
Konkordat składa się z preambuły i 29 artykułów.

## Krytyka konkordatu
Przeciw ratyfikowaniu konkordatu protestowało Stowarzyszenie na Rzecz Praw i Wolności Barbary Labudy z UD. Członkowie stowarzyszenia stwierdzili, że „czytając konkordat odnosi się wrażenie jakoby Kościół był zwierzchnikiem państwa”, a „umowa ta wspiera aspiracje Kościoła do uczynienia z Polski państwa wyznaniowego”. Ich zdaniem umowa z Watykanem gwarantuje księżom, że nadal będą płacić podatek w postaci niskiego ryczałtu, a nie rozliczać się z fiskusem jak zwykli obywatele. Konkordat przewiduje, że małżeństwo zawarte w kościele będzie ważne, jeśli w ciągu 5 dni zostanie zarejestrowane w Urzędzie Stanu Cywilnego – „Nie wiadomo kto ma iść z wnioskiem do USC: ksiądz czy młoda para. Bez tego w świetle prawa będzie to konkubinat, a nie małżeństwo. Dzieci takiej pary będą zmuszone do występowania do sądu o przyznanie im nazwiska, kobieta nie dostanie wdowiej renty, małżonkowie nie będą po sobie dziedziczyć” – wyliczała Labuda. Konkordat przewiduje naukę religii od przedszkola – „A co z dziećmi, które nie są katolikami? W szkole mogą chodzić na etykę, a w przedszkolu?” – zastanawiała się Labuda. Jej zdaniem z niejasnych zapisów konkordatu wynika też, że Kościół jako właściciel większości cmentarzy mógłby odmówić pochówku. Zdaniem Stowarzyszenia podobne niejasności doprowadzą do „szarej strefy prawnej”, chaosu i natłoku spraw w sądach. Według Marka Gromelskiego rząd przekroczył swe kompetencje, podpisując konkordat w czasie, gdy nie było Sejmu. Krytykowano też utrzymywanie treści umowy w tajemnicy – „we Włoszech dyskusja nad sześcioma projektami konkordatu była jawna. U nas zamknięto sprawę przed opinią publiczną, jakby to był traktat wojenny” – mówiła Labuda.
28 marca 1994 r. obradowała w Warszawie Komisja Wspólna Rządu i Polskiej Rady Ekumenicznej. Tematem spotkania były bieżące stosunki państwa z siedmioma Kościołami zrzeszonymi w Radzie, a szczególnie kwestie związane z uregulowaniem prawnych relacji między państwem i Kościołami chrześcijańskimi. Wicepremier Aleksander Łuczak powiedział po posiedzeniu komisji, że nie będzie drugiego Konkordatu, ale w razie ratyfikacji Konkordatu ze Stolicą Apostolską należy zagwarantować równe prawa innym Kościołom i wyznaniom. Aleksander Łuczak powiedział, że gdyby Konkordat nie został ratyfikowany, to niektóre rozwiązania zawarte w skierowanych już do laski marszałkowskiej projektach ustaw towarzyszących Konkordatowi, trzeba by wycofać. Biskup Jan Szarek odpowiadając na pytanie o uprzywilejowanie Kościoła katolickiego powiedział, że trudno mówić o uprzywilejowaniu. „Jeśli chodzi o sam konkordat, to ma on zupełnie inną rangę niż ustawy poszczególnych Kościołów. I tylko w tym przypadku Kościół katolicki jest postawiony na pierwszym miejscu. Postulaty Polskiej Rady Ekumenicznej szły w tym kierunku, żeby w przyszłej konstytucji zapisać inne sformułowania niż obecne. I wtedy wobec prawa wszyscy będą równi” – stwierdził biskup Szarek.
Goszczący w Zamościu przed wyborami prezydenckimi w 1995 roku Aleksander Kwaśniewski oświadczył, że jego partia nie walczy z Bogiem, lecz z częścią hierarchii kościelnej i będzie sprzeciwiał się ratyfikacji konkordatu, a stosunki między państwem a Kościołem winny opierać się na ewangelicznej zasadzie: „Oddajcie Bogu, co boskie, a cesarzowi, co cesarskie”.

## Wybrana literatura
- Dziesięć lat polskiego konkordatu, red. Cz. Janik, P. Borecki, Warszawa 2009.
- J. Wisłocki, Konkordat polski 1993 tak czy nie, Warszawa 1993.
- Konkordat polski 1993. Wybór materiałów źródłowych z lat 1993–1996, red. B. Górowska, Cz. Janik, Warszawa 1997.
- Konkordat polski w 10 lat po ratyfikacji, red. J. Wroceński, H. Pietrzak, Warszawa 2008.
- J. Krukowski, Konkordat polski. Znaczenie i realizacja, Lublin 1999.